# Сьверчинек (Куявсько-Поморське воєводство)
Сьверчинек (пол. Świerczynek) — село в Польщі, у гміні Топулька Радзейовського повіту Куявсько-Поморського воєводства.
Населення — 207 осіб (2011).
У 1975-1998 роках село належало до Влоцлавського воєводства.

## Демографія
Демографічна структура станом на 31 березня 2011 року:
|          | Загалом | Допрацездатний вік | Працездатний вік | Постпрацездатний вік |
| -------- | ------- | ------------------ | ---------------- | -------------------- |
| Чоловіки | 111     | 26                 | 72               | 13                   |
| Жінки    | 96      | 19                 | 56               | 21                   |
| Разом    | 207     | 45                 | 128              | 34                   |